# Borough di Fairbanks North Star
Il borough di Fairbanks North Star, in inglese Fairbanks North Star Borough, è un borough dello stato dell'Alaska, negli Stati Uniti. La popolazione al censimento del 2000 era di 82 840 abitanti. Il capoluogo è Fairbanks.
In questo borough si trova la base militare di Fort Wainwright.

## Geografia fisica
Il borough si trova nella parte centro-settentrionale dello stato. Lo United States Census Bureau certifica che la sua estensione è di 19280 km², di cui 202 km² coperti da acque interne.

### Suddivisioni confinanti
- Census Area di Yukon-Koyukuk - nord
- Census Area di Southeast Fairbanks - sud-est
- Borough di Denali - sud-ovest

## Centri abitati
Nel borough di Fairbanks North Star vi sono 2 comuni (city) e 9 census-designated place.

### Comuni
- Fairbanks
- North Pole

### Census-designated place
- College
- Eielson AFB
- Ester
- Fox
- Harding-Birch Lakes
- Moose Creek
- Pleasant Valley
- Salcha
- Two Rivers